# Amy Jackson

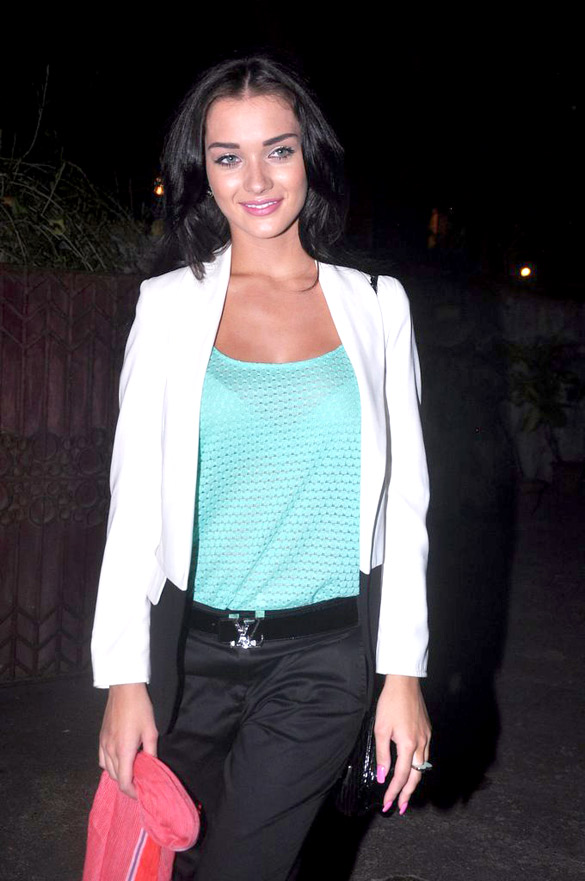
Amy Jackson (2012)

Amy Louise Jackson (ur. 31 stycznia 1992 w Douglas) – angielska aktorka, która wystąpiła w serialu Supergirl i w kilkunastu indyjskich filmach (głównie tamilskojęzycznych).

## Filmografia

### Filmy
| Rok  | Tytuł                         | Rola              | Uwagi |
| ---- | ----------------------------- | ----------------- | ----- |
| 2010 | Madrasapattinam               | Amy Wilkinson     |       |
| 2012 | Ekk Deewana Tha               | Jessie Thekekuttu |       |
| 2012 | Thaandavam                    | Sarah Vinayagam   |       |
| 2014 | Yevadu                        | Shruthi           |       |
| 2015 | I                             | Diya              |       |
| 2015 | Singh Is Bliing               | Sara Rana         |       |
| 2015 | Thanga Magan                  | Hema D'Souza      |       |
| 2016 | Gethu                         | Nandini Ramanujam |       |
| 2016 | Theri                         | Annie             |       |
| 2016 | Freaky Ali                    | Megha             |       |
| 2016 | Devi                          | Jennifer          |       |
| 2018 | 2.0                           | Nila              |       |
| 2018 | The Villain                   | Sita              |       |
| 2018 | Boogie Man                    | Nimisha           |       |
| 2023 | Gra fortuny                   | LouLou            | cameo |
| 2024 | Mission: Chapter 1            | Sandra James      |       |
| 2024 | Crakk: Jeetega... Toh Jiyegaa | Patricia Novak    |       |

### Telewizja
| Rok     | Tytuł     | Rola        | Uwagi  |
| ------- | --------- | ----------- | ------ |
| 2017-18 | Supergirl | Imra Ardeen | 9 odc. |